# Signatuur (natuurkunde)
In natuurkunde, meer bepaald algemene relativiteitstheorie, bedoelt men met de signatuur van een metrische tensor het verschil in het aantal positieve en negatieve eigenwaarden van de metrische tensor. Indien er p positieve en q negatieve eigenwaarden zijn, is de signatuur {\displaystyle p-q}, maar soms is men meer specifiek, en heeft het dan over een (p,q)-signatuur. Indien {\displaystyle q=0}, spreekt men van een Euclidische signatuur. Indien er slechts één negatieve (of slechts één positieve) eigenwaarde is, kan men dit interpreteren als een unieke tijdscoördinaat, en spreekt men van een Lorentziaanse signatuur, zie ook minkowskitensor.
Het begrip signatuur wordt ook wel index genoemd in lineaire algebra.

## Voorbeeld
In speciale relativiteitstheorie is de metrische tensor vlak, en kan deze dus in diagonale vorm gebracht worden over de gehele ruimtetijd, met op de diagonaal p maal +1 en q maal -1. In dat geval is de signatuur dus p-q. Er zijn drie ruimte- en één tijdsdimensie, dus de diagonaal-elementen van de metrische tensor zijn gegeven door (-,+,+,+) in mostly plus conventies, en door (+, -,-,-) in mostly minus conventies. In het eerste is de signatuur van de vierdimensionale ruimtetijd dus +2, onder de andere conventies, is de signatuur -2.